# 2G
In telecomunicazioni 2G è un'abbreviazione usata nell'ambito della telefonia cellulare per indicare le tecnologie di seconda generazione. Esse sono state lanciate commercialmente nel 1991 con l'introduzione dello standard GSM da parte della compagnia finlandese Radiolinja (ora parte di Elisa).
La differenza principale fra le reti di prima e quelle di seconda generazione è che queste ultime sono completamente digitali. Fra i principali benefici che hanno introdotto vi sono:
- la completa cifratura delle trasmissioni che previene intercettazioni illegali;
- la miglior efficienza spettrale;
- la possibilità di usufruire di servizi dati, come gli SMS.

## Descrizione

### Tecnologie di seconda generazione
Il GSM è la tecnologia di seconda generazione che ha riscosso il maggior successo: nata in Europa e usata in tutto il mondo, serve oltre l'80% degli utenti di telefonia mobile.
Altri standard sono:
- l'IS-95 (noto anche come cdmaOne), usato negli Stati Uniti ed in parte dell'Asia;
- l'IS-136 (o D-AMPS), in passato prevalente in America;
- il PDC, usato in Giappone.

### Caratteristiche
Le tecniche di autenticazione e crittografia introdotte con le tecnologie di seconda generazione riducono le frodi, impedendo la clonazione dei telefoni, e prevengono le intercettazioni da parte di persone non autorizzate: con le tecnologie di prima generazione era possibile trasferire l'identità di un telefono a un altro in modo da far addebitare le proprie chiamate ad altri e non era particolarmente difficile origliare le conversazioni altrui.
L'uso di segnali digitali fra i telefoni e le stazioni radio base incrementa la capacità del sistema poiché il segnale vocale può essere compresso più efficientemente rispetto a quello analogico; ciò permette la condivisione della banda da parte di un numero maggiore di chiamate. Sempre grazie alla trasmissione digitale, la potenza necessaria per le trasmissioni è minore, quindi la durata delle batterie è maggiore, e la qualità del suono può risultare migliorata.
Infine l'uso del digitale ha favorito l'introduzione di servizi dati, come fax, SMS, resi poi disponibili anche su telefoni di prima generazione, e WAP.
Questa tecnologia opera sulle frequenze 850, 900, 1800 e 1900 MHz.

## Evoluzioni
Esistono alcune tecnologie intermedie fra la seconda e la terza generazione, identificate comunemente come 2.5G (generazione 2 e mezzo) e 2.75G (generazione due e tre quarti).

### 2.5G
Il termine 2.5G è usato per classificare lo standard GPRS (General Packet Radio Service), evoluzione del GSM che migliora il supporto per la trasmissione dati introducendo la commutazione di pacchetto.

### 2.75G
2.75G è invece usato per identificare l'EDGE (Enhanced Data rates for GSM Evolution), evoluzione del GPRS che consente maggiori velocità.